# Cardenolide

Struktur des Steroids, auf dem alle Cardenolide aufbauen. Die Verknüpfung in den Cardenolidglykosiden geschieht über eine (hier fehlende) OH-Gruppe am linken Cyclohexanring

Cardenolide (von griechisch kardiā ‚Herz‘) sind eine Klasse von Steroiden, die in vielen Pflanzen in Form von Glykosiden enthalten sind. Viele Cardenolide zählen zu den herzwirksamen Steroiden, bzw. deren Glykoside, die Cardenolidglykoside, zu den Herzglykosiden.
Cardenolide sind C-23 Steroide mit Methylgruppen an C-10 und C-13 sowie einem ungesättigten γ-Lacton an C-17. Diese Gruppe umfasst auch die Cardadienolide und Cardatrienolide.
| Cardenolid                    | Cardenolidglykosid |
| ----------------------------- | --- |
| Antiarigenin                  | α- und β-Antiarin |
| Digitoxigenin                 | Digitoxin Purpureaglykosid A Lanatosid A                                                                               |
| Gitoxigenin                   | Gitoxin Purpureaglykosid B Lanatosid B                                                                                 |
| Digoxigenin                   | Digoxin Lanatosid C |
| g-Strophanthidin (Ouabagenin) | g-Strophanthin (Ouabain)                                                                                               |
| k-Strophanthidin              | k-Strophanthin-α (Cymarin) k-Strophanthin-β (Strophosid) k-Strophanthin-γ (k-Strophanthosid) Convallatoxin Convallosid |

## Analytik
Zum nass-chemischen Nachweis von Cardenoliden kann die Baljet-Reaktion verwendet werden. Dabei werden die Cardenolide über ihre CH-Acidität am Lakton-Ring nachgewiesen. Über einen ähnlichen Mechanismus, aber mit anderen Reagenzien können Cardenolide auch über die Raymond-Reaktion (mit 1,3-Dinitrobenzol) und die Kedde-Reaktion (mit 3,5-Dinitrobenzoesäure) nachgewiesen werden.

## Anwendungen
- Die Lanatoside A, B und C wurden im Kombinationspräparat Pandigal zur Therapie der Herzinsuffizienz eingesetzt.[2]